# Alnor
Alnor i Rinkenæs Sogn var engang en landsby, men er nu en sydlig bydel til Gråsten på Sundeved og en del af Sønderborg Kommune. Den tilhører Region Syddanmark.
Før i tiden var Alnor mest kendt for den kædetrukne færgerute Alnor – Egernsund, men efter Egernsundbroen blev indviet i 1968, kører man hastigt over broen uden at opdage Alnor.

I Alnor ligger skibsværftet Toft og Danfoss Drives A/S.
|  | Denne artikel om lokaliteten Alnor kan blive bedre, hvis der indsættes et (bedre) billede. Du kan hjælpe ved at afsøge Wikimedia Commons for et passende billede eller lægge et op på Wikimedia Commons med en af de tilladte licenser og indsætte det i artiklen. |

54°54′26.05″N 9°35′20.1″Ø / 54.9072361°N 9.588917°Ø